# 東京都道59号八王子武蔵村山線

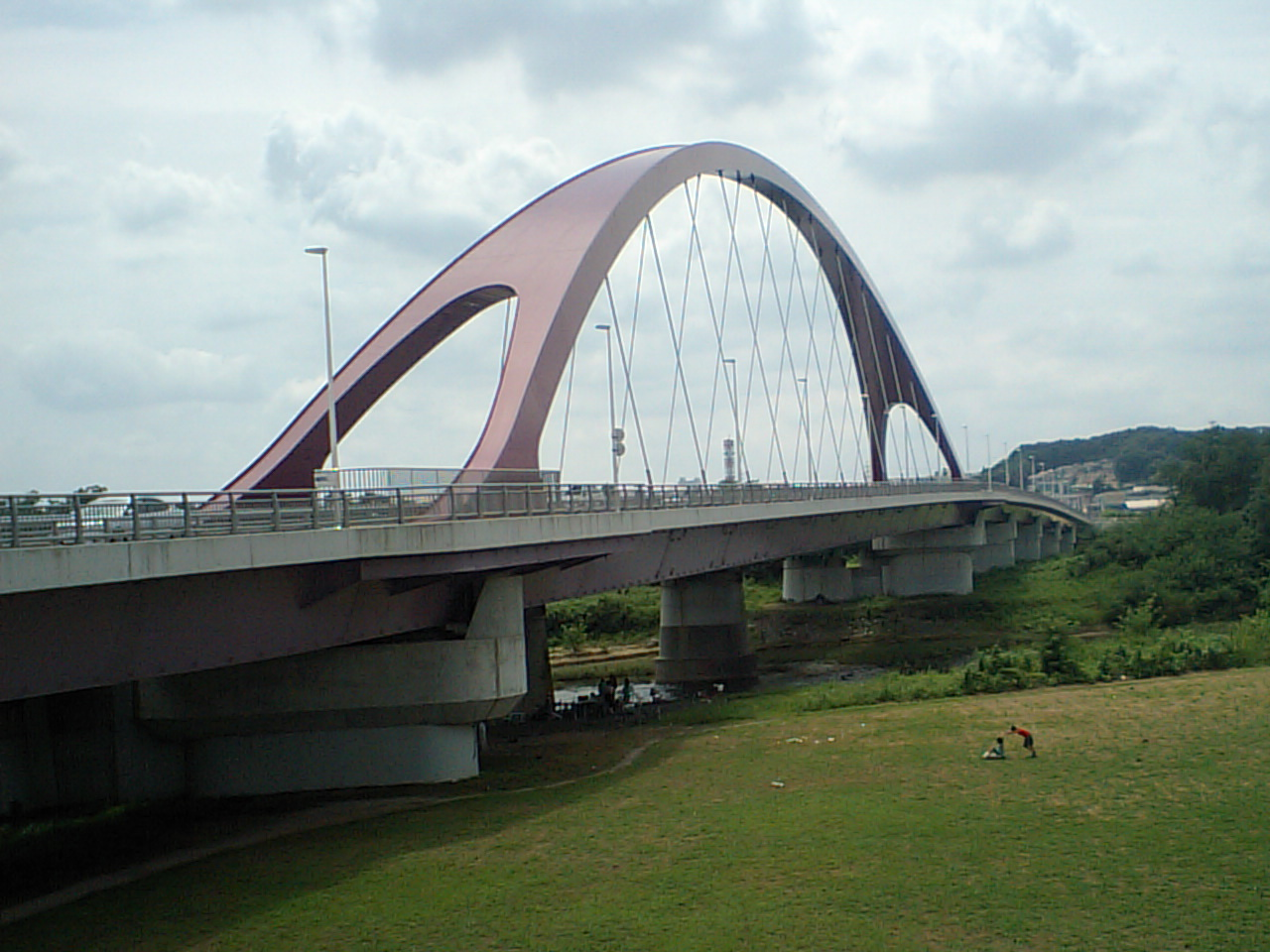
多摩大橋、昭島市、八王子市

東京都道59号 八王子武蔵村山線（とうきょうとどう59ごう はちおうじむさしむらやません）は、東京都八王子市から、昭島市、立川市を経由して武蔵村山市に至る主要地方道である。都市計画道路八王子村山線として多摩南北道路に位置づけられている。

## 概要
- 陸上距離：11.646km
- 起点：東京都八王子市大和田町（石川入口交差点＝国道20号交点）
- 終点：東京都武蔵村山市本町（かたくりの湯入口交差点＝東京都道5号新宿青梅線交点）

## 通称
- 多摩大橋通り - 全線（東京都通称道路名設定公告 整理番号25[1]）

## 支線
- 立川市一番町 - 上砂町（旧昭島砂川線）
- 八王子市小宮町（旧八王子立川線の旧道）

## 重複区間
- 東京都道169号淵上日野線
東京都八王子市石川町 - 小宮町 ＝ 田島橋交差点 - 多摩大橋南交差点
- 東京都道162号三ツ木八王子線
東京都武蔵村山市本町 - 東京都立川市一番町 ＝ 本町一丁目交差点 - 天王橋南側の交差点

## 通過する自治体
- 東京都
  - 八王子市
  - 昭島市
  - 立川市
  - 武蔵村山市

## 歴史
- 1993年5月11日 - 路線指定。
  - これに伴い、都道150号昭島砂川線、都道153号八王子立川線は路線廃止。
- 2007年10月27日 - 多摩大橋の新橋開通。
- 2008年5月31日 - 青梅線立体交差部開通により全線開通。
- 2014年4月1日 - 全線に「多摩大橋通り」の通称名を設定。

## 交差・接続している道路

### 現道
| 交差する道路                                                 | 交差する道路                                                      | 交差点名         | 所在地 | 所在地     |
| ------------------------------------------------------------ | ----------------------------------------------------------------- | ---------------- | ------ | ---------- |
| 東京都道155号町田平山八王子線（平山通り）                    |                                                                   |                  |        |            |
| 国道20号（甲州街道）                                         | 国道20号（甲州街道）                                              | 石川入口         | 東京都 | 八王子市   |
| 東京都道169号淵上日野線                                      | 八王子市道                                                        | 田島橋           | 東京都 | 八王子市   |
| 都道169号線重複区間                                          |                                                                   |                  |        |            |
| -                                                            | 旧道                                                              | -                | 東京都 | 八王子市   |
| 都道169号線重複区間                                          |                                                                   |                  |        |            |
| -                                                            | 旧道                                                              | -                | 東京都 | 八王子市   |
| 都道169号線重複区間                                          |                                                                   |                  |        |            |
| 八王子市道（久保山中央通り）                                 | 東京都道169号淵上日野線                                           | 多摩大橋南       | 東京都 | 八王子市   |
| 東京都道29号立川青梅線（新奥多摩街道）                       | 東京都道29号立川青梅線（新奥多摩街道）                            | 多摩大橋北       | 東京都 | 昭島市     |
| 東京都道29号立川青梅線（奥多摩街道）                         | 東京都道29号立川青梅線（奥多摩街道）                              | 和田橋北         | 東京都 | 昭島市     |
| 東京都道153号立川昭島線（江戸街道）                          | 東京都道153号立川昭島線（江戸街道）                               | 中神立体南       | 東京都 | 昭島市     |
| -                                                            | 旧道                                                              | -                | 東京都 | 昭島市     |
| 東京都道162号三ツ木八王子線                                  | -                                                                 | -                | 東京都 | 立川市     |
| 都道162号線重複区間                                          |                                                                   |                  |        |            |
| 東京都道7号杉並あきる野線（五日市街道）                      | 東京都道7号杉並あきる野線（五日市街道）                           | 天王橋           | 東京都 | 立川市     |
| 立川市道（上水北通り）                                       |                                                                   | 天王橋           | 東京都 | 立川市     |
| 都道162号線重複区間                                          |                                                                   |                  |        |            |
| 東京都道162号三ツ木八王子線                                  | 東京都道162号三ツ木八王子線                                       | -                | 東京都 | 立川市     |
| 都道162号線（支線）重複区間                                  |                                                                   |                  |        |            |
| 東京都道5号新宿青梅線（新青梅街道） ※都道162号線（支線）終点 | 東京都道5号新宿青梅線（新青梅街道） ※都道162号線（支線）終点      | 本町一丁目       | 東京都 | 武蔵村山市 |
| 武蔵村山市道（旧：東京都道182号残堀横田線）                  | 武蔵村山市道（市役所南通り）                                      | 武蔵村山市役所西 | 東京都 | 武蔵村山市 |
| 東京都道5号新宿青梅線（青梅街道）                            | 東京都道5号新宿青梅線（青梅街道）・東京都道55号所沢武蔵村山立川線 | かたくりの湯入口 | 東京都 | 武蔵村山市 |
| 東京都道55号所沢武蔵村山立川線                               |                                                                   |                  |        |            |

### 旧道1
| 交差する道路      | 交差する道路      | 交差点名 | 所在地 | 所在地   |
| ----------------- | ----------------- | -------- | ------ | -------- |
| 現道・都道169号線 | 現道・都道169号線 | -        | 東京都 | 八王子市 |
| 現道・都道169号線 | 現道・都道169号線 | -        | 東京都 | 八王子市 |

### 旧道2
| 交差する道路                                | 交差する道路                            | 交差点名   | 所在地 | 所在地 |
| ------------------------------------------- | --------------------------------------- | ---------- | ------ | ------ |
| 現道                                        | 現道                                    | -          | 東京都 | 昭島市 |
| 終点 （交差点なし、立川市一番町1-1-43付近） |                                         |            |        |        |
| 市道移管区間                                |                                         |            |        |        |
| 東京都道7号杉並あきる野線（五日市街道）     | 東京都道7号杉並あきる野線（五日市街道） | 立川五中北 | 東京都 | 立川市 |
| 立川市道                                    |                                         |            |        |        |

## 橋梁
- 本道区間
  - 田島橋（谷地川、東京都八王子市）
  - 多摩大橋（多摩川、東京都八王子市・昭島市）
  - 和田橋（昭和用水、東京都昭島市）
  - 天王橋（玉川上水、東京都立川市）
  - 伊奈平橋（残堀川、東京都武蔵村山市）
- 旧道区間
  - 大山橋（残堀川、東京都立川市）

## 都市計画道路路線指定
- 八王子市
  - 八王子3.4.9号線
- 昭島市
  - 昭島3.4.9号線
  - 昭島3.4.2号線
- 立川市
  - 立川3.4.9号線

## 沿線の主な施設
- 国土交通省相武国道事務所
- 八王子市立大和田小学校
- JR北八王子駅
- 八王子市立第一中学校
- 八王子市立第八小学校
- 東海大学医学部付属八王子病院
- 北八王子工業団地
- 八王子市立小宮小学校
- JR小宮駅
- 八王子水再生センター
- 昭島市立福島中学校
- 昭島市立玉川小学校
- 竹口病院
- JR中神駅
- 昭島市立武蔵野小学校
- あきしま相互病院
- 立川市立立川第五中学校
- イオンモールむさし村山
- 武蔵村山市立第一中学校
- 武蔵村山市民会館
- 武蔵村山市役所